# Juan Coronado
Juan Silvestre Coronado Gil (Concepción de la Vega, 25 agosto 1983) è un ex cestista dominicano.

## Carriera
Con la Rep. Dominicana ha disputato i Campionati mondiali del 2014.